# Klostergården Utstein

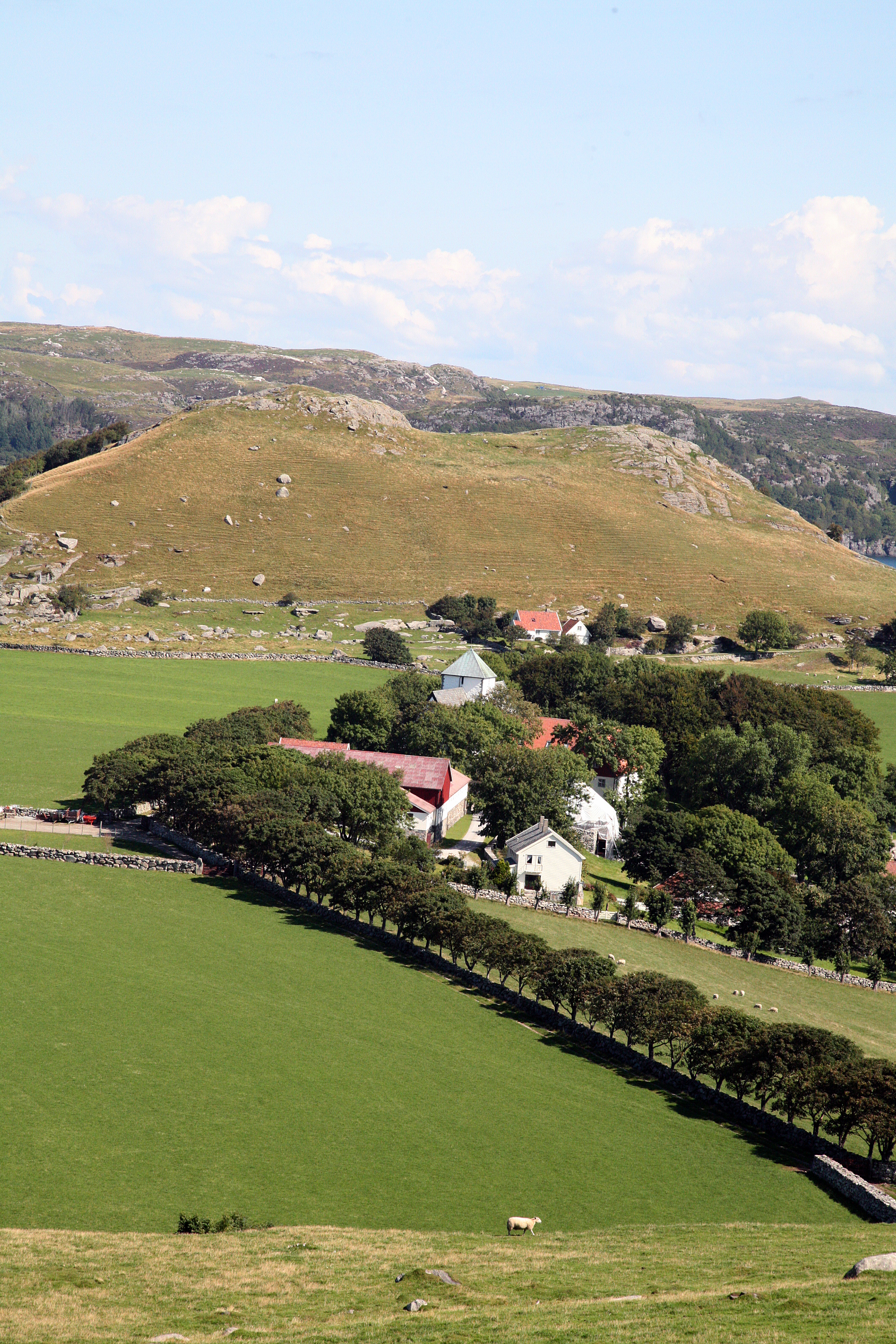
Utstein gård

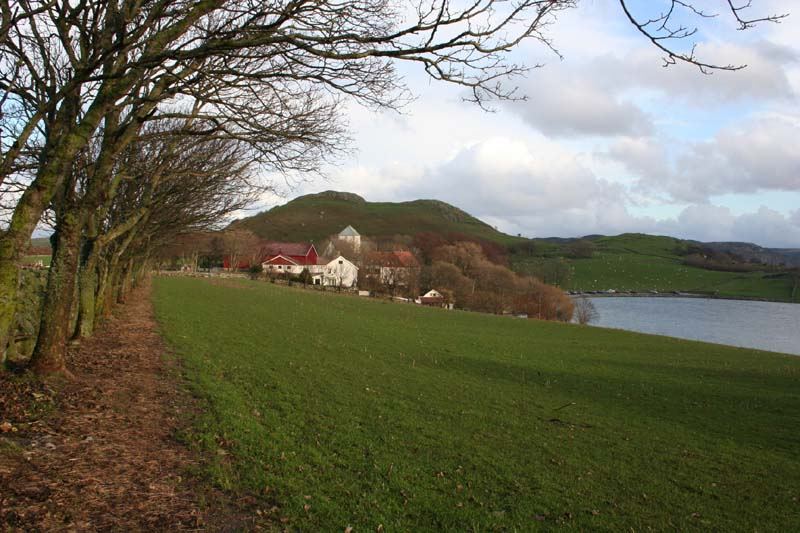
Utstein gård vid Klostervågen

Klostergården Utstein är ett tidigare kloster från medeltiden på ön Mosterøy i Stavangers kommun i Rogaland fylke i sydvästra Norge. Det utgör idag Utstein gård, som brukats av medlemmar i samma familj i elva generationer.

## Historik
Namnet Utstein kommer ursprungligen av ett litet skär väster om Klosterøy, som gården och klostret ligger på. Utstein nämns i historiska källor som kungsgård på 800-talet. Själva klostret uppfördes omkring år 1200. Klostret grundades troligen mellan 1160 och 1180 av Augustinerorden. 
Byggnaderna och området har genom tiderna använts som hövdingasäte, kungsgård för bland annat Harald Hårfager, kloster och herregård. Klostret var ett maktcentrum och ägare till stora jordbruk över hela Rogaland. Det fungerade som kloster fram till Reformationen 1537, och övergick sedan i privat ägo. Staten köpte klosterkyrkan 1899. Klostret fungerade som gårdens bostadshus fram till 1933. År 1935 blev hela klosteranläggningen lagd under en stiftelse. Den sköts idag som museum och uthyrningslokaler genom Museum Stavanger, som tog över förvaltningsansvaret från Rennesøy kommun 2013.  
Gårdens får och kor betar i det speciella kulturlandskapet runt klostret. Landskapet präglas av många hundra års betestryck och av att marken har hävdats ännu längre bak i tiden. Öppna ytor omges av karaktäristiska stengärden.

## Skyddad kulturmiljö
Gården skyddades 1999 av regeringen under kulturminneloven som Utstein kulturmiljø. Det skyddade området täcker sammanlagt en areal på omkring 25 hektar och omfattar hela gården, Klostervågen och Fjøløysundet, samt en zon på upp till 220 meter från land i havet utanför. Motivet för att kulturmiljöförklara området var att säkra och ta tillvara den särpräglade kulturmiljön och betesmarkerna på Utstein.

## Bilder

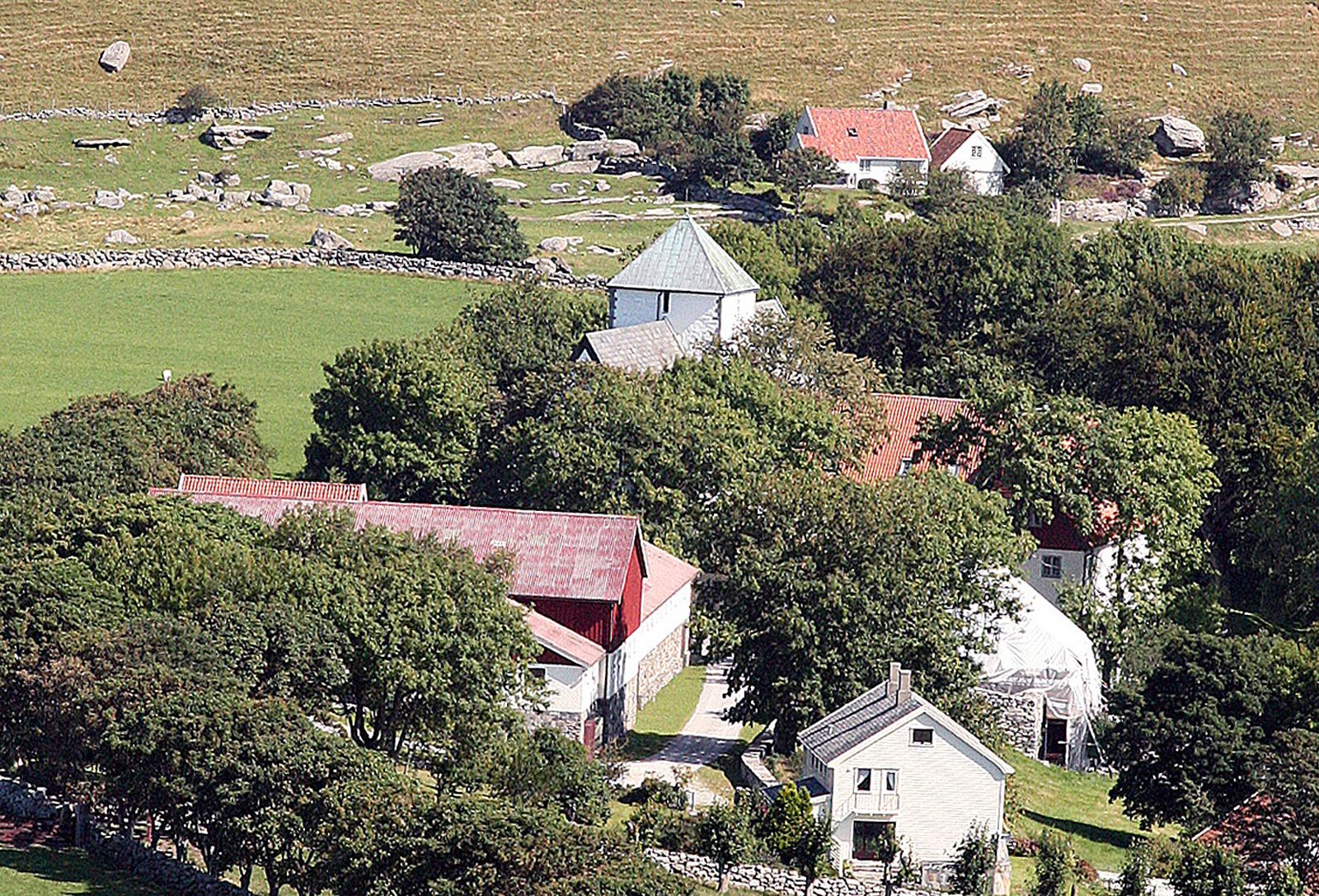
Närbild av husen. med klostret i bakgrunden.
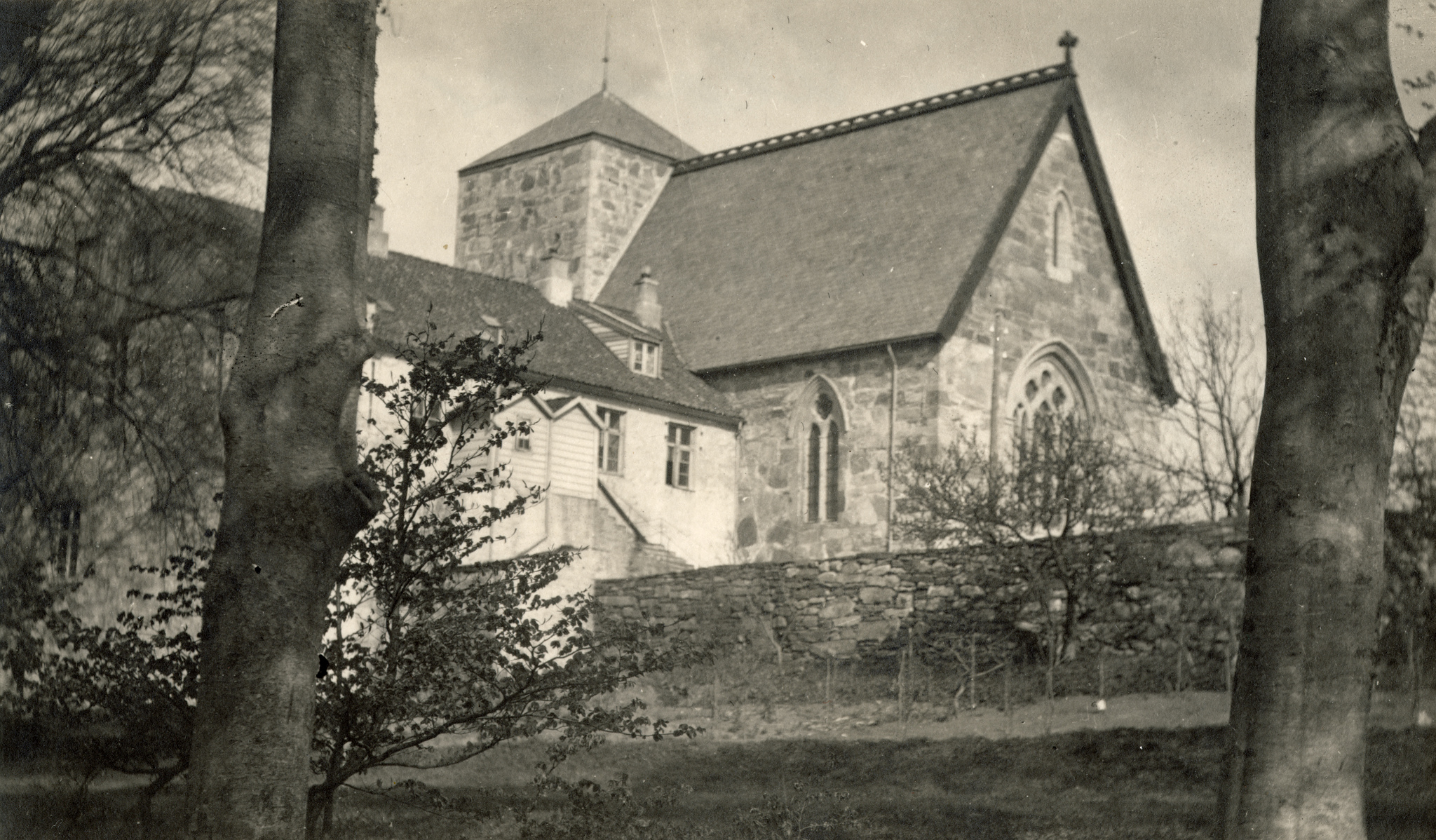
Klosterkyrkan.